# Angraecum umbrosum
Angraecum umbrosum är en orkidéart som beskrevs av Phillip James Cribb. Angraecum umbrosum ingår i släktet Angraecum och familjen orkidéer.
Artens utbredningsområde är Malawi. Inga underarter finns listade i Catalogue of Life.